# Camposanto Parque de la Paz
El Cementerio Parque de la Paz de Guayaquil  o llamado también Cementerio Parque de la Paz, es el cementerio más moderno de la ciudad.  Está ubicado en la Avenida León Febres-Cordero en la parroquia "La Aurora" del cantón Daule. La primera persona sepultada en este moderno cementerio fue el señor Amado Contreras Elizalde, hecho ocurrido el 13 de mayo de 1995, luego que sus restos fueron exhumados del Cementerio General de Guayaquil En el mismo se encuentran los restos de 3 presidentes, héroes del Combate naval de Jambelí, personajes políticos y figuras conocidas de la historia de Guayaquil y Ecuador. 
Posee aproximadamente un área de 600000 metros cuadrados, de las cuales el 25% se terminó en su totalidad y el restante se encuentra en desarrollo. La parte construida se dividió en 5 zonas donde se distribuirían los diferentes productos a ofrecer, dejando una de las zonas para la edificación de las salas de velación, cafetería y oficinas.
A abril de 2021 Parque de la Paz cuenta con 9 camposantos, ubicados en La Aurora, Guayaquil (Fortín y Pascuales), Daule, Durán, Babahoyo, Machala, Santa Rosa y Pasaje.  
A más de 6 centros de velación y salas de tanatopraxia.  
Sus productos y bóvedas son variados, entre ellas: las tradicionales, paraíso, bóvedas del astillero (Barcelona y Emelec), osarios en tierra y en altura, panteones, lotes, túmulos, cremaciones, servicios funerarios en centros de velaciones o domiciliarios y florería Ofrecen atención las 24 horas.

## Personajes ilustres
El cementerio alberga, entre otros, los restos mortales de los siguientes personajes históricos:
| Nombre                          | Ocupación                           | Defunción         |
| ------------------------------- | ----------------------------------- | ----------------- |
| Otto Arosemena Gómez            | Presidente de la República          | Salinas, 1984     |
| León Febres-Cordero Ribadeneyra | Presidente de la República          | Guayaquil, 2008   |
| Gustavo Noboa Bejarano          | Presidente de la República          | Miami, 2021       |
| Jorge Zavala Baquerizo          | Vicepresidente de la República      | Guayaquil, 2014   |
| César Monge                     | Ministro de Gobierno                | Guayaquil, 2021   |
| Mauro Velásquez Villacís        | Periodista deportivo                | Guayaquil, 2019   |
| Carlos Alberto Raffo            | Futbolista                          | Guayaquil, 2013   |
| Julio Juan Romero               | Radiodifusor                        | Guayaquil, 2019   |
| Miguel Sebastián Casilari       | Héroe de Jambeli                    | Guayaquil, 1987   |
| Segundo Tobar Chong             | Cantante                            | Guayaquil, 2018   |
| Manuel Kun Ramírez              | Periodista                          | Guayaquil, 2018   |
| Jaime Hurtado                   | Político y líder del MPD            | Quito, 1999       |
| Jorge Gabela                    | Comandante de la FAE                | Guayaquil, 2010   |
| Carlos Calderón Chico           | Historiador                         | Guayaquil, 2013   |
| Miguel Donoso Pareja            | Escritor                            | Guayaquil, 2015   |
| Irma Aráuz                      | Cantante                            | Guayaquil, 2018   |
| Yesenia Messi Roldós            | Actriz y Cantante                   | Guayaquil, 2003   |
| Dennise Ruiz                    | Actriz y presentadora de televisión | Guayaquil, 2014   |
| Galo Roggiero                   | Dirigente deportivo                 | Guayaquil, 2013   |
| Ricardo Estrada                 | Presidente de Corpei                | Guayaquil, 2017   |
| Renato Carló                    | Empresario                          | Guayaquil, 2017   |
| José Maria Andrade              | Periodista                          | Guayaquil, 2017   |
| Armando Baco Fiallos            | Héroe de Jambeli                    | Guayaquil, 2015   |
| Giuseppe Cavanna                | Fundador Boca del Pozo              | Guayaquil, 2017   |
| Pablo Haníbal Vela Córdova      | Periodista                          | Guayaquil, 2015   |
| Guido Chiriboga Parra           | Político                            | Guayaquil, 2015   |
| Félix Lasso                     | Futbolista                          | Guayaquil, 2016   |
| Pablo Ansaldo                   | Futbolista                          | Guayaquil, 2016   |
| Elías Dávila                    | Sacerdote                           | Guayaquil, 2014   |
| Theo Constante                  | Artista                             | Guayaquil, 2014   |
| Luis Chiriboga Parra            | Vicealcalde                         | Guayaquil, 2013   |
| Eduardo González Díaz           | Periodista                          | Guayaquil, 2015   |
| Xavier Ledesma                  | Político                            | Guayaquil, 2018   |
| Miguel Bustamante               | Futbolista                          | Guayaquil, 2012   |
| Ricardo Mórtola                 | Arquitecto                          | Guayaquil, 2014   |
| Francisco Pérez Febres-Cordero  | Poeta y periodista                  | Guayaquil, 2010   |
| Juan Péndola Avegno             | Alcalde, arquitecto y político      | Guayaquil, 2013   |
| Enrique Ponce Luque             | Empresario                          | Guayaquil, 2012   |
| Pablo Rizzo Pastor              | Político                            | Guayaquil, 2007   |
| Carlos Luis Morales Benítez     | Futbolista y Prefecto del Guayas    | Samborondón, 2020 |
| Efraín Ruales Ríos              | Actor y presentador de televisión   | Guayaquil, 2021   |
| Jesús Fichamba                  | Cantante                            | Guayaquil, 2021   |
| Alfredo Pinoargote Cevallos     | Jurista y periodista                | Samborondón, 2022 |
| Renán Olmedo González           | Gobernador del Guayas               | Guayaquil, 2019   |
| Miguel Roca Osorio              | Político y Gobernador del Guayas    | Samborondón, 2008 |
| Héctor Romero Parducci          | Político y Gobernador del Guayas    | Samborondón, 2017 |
| Efrén Avilés Pino               | Historiador                         | Guayaquil, 2010   |
| Alberto Sánchez Varas           | Historiador                         | Guayaquil, 2021   |
| José Salazar Barragán           | Fundador del Banco Bolivariano      | Guayaquil, 2022   |
| María Elsa Viteri               | Ministra de Economía                | Guayaquil, 2021   |
| Francisco Swett Morales         | Ministro de Finanzas, Autonomista   | Guayaquil, 2022   |
| Mariquita Noboa de Bonilla      | Periodista                          | Guayaquil, 2022   |
| Galo Martínez Merchán           | Fundador del Expreso y Extra        | Guayaquil, 2022   |
| Donald Castillo Graham          | Ministro de Energía                 | Guayaquil, 2023   |
| Alfredo Adum                    | Ministro de Energía y Gobernador    | Guayaquil, 2023   |
| Alfredo Bonnard Jara            | Futbolista                          | Guayaquil, 2024   |
| Ángel Duarte Valverde           | Catedrático-Político                | Guayaquil, 2024   |